# Синдром Т. Т.
«Синдром Т. Т.» (серб. Т. Т. Синдром) — сербский фильм ужасов в жанре слэшер, снятый и написанный Деяном Зечевичем. Главные роли исполнили Соня Дамьянович, Никола Джуричко, Любинка Кларич, Небойша Глоговац, Бранко Видакович и Душица Жегарац.
Фильм был выпущен в Союзной Республике Югославия сразу на DVD 12 апреля 2002 года.

## Сюжет
В 1958 году женщина по имени Маргита Караджич родила ребёнка в туалете, который до этого был баней, и смыла его в унитаз. 22 года спустя, в 1980 году, молодая панк-пара, занимавшаяся сексом в этой бане, была жестоко убита неизвестным маньяком, который смыл останки людей в унитаз.
Спустя ещё 19 лет, в 1999 году, девушка Теодора, её парень Ваки и их друзья Тина и Сэйл пробираются в эту самую баню, чтобы купить наркотики у дилеров Кейна и Слэша. Помимо них, в здании также находятся уборщица, пьяница и гомосексуал по имени Джорджевич. Пока Ваки и Сэйл покупают наркотики у Кейна, некто убивает Слэша и Тину, причём последняя была убита на глазах испуганной Теодоры. Группа находит труп Тины и раненую Теодору и пытается сбежать, но все выходы из здания оказываются заблокированы.
Кейн убеждён в том, что убийцей является пьяница, после чего стреляет в неё из пистолета и убивает. Однако эта версия опровергается, так как на видеокамере девушки была запись, показывающая маньяка в ботинках, похожих на те, которые носит Джорджевич. Мужчины запирают Джорджевича в кабинке туалета и находят труп уборщицы, который вскоре исчезает, вместе с тоннелем, который ведёт в канализацию. После этого Ваки и Джорджевич погибают от рук выжившей уборщицы, которой оказалась Маргита Караджич. Выясняется, что Маргита сошла с ума после убийства своего сына, которого она зовёт Клоака, и теперь она убеждена, что он всё ещё жив и живёт в трубе, а чтобы прокормить его, она убивает людей и смывает их останки в унитаз. Также выясняется, что всё это время ей помогали Кейн, который является её приёмным сыном, и профессор Драги Хаджитошич, который разработал ловушки в канализации.
Безумная семья собирается убить всех своих пленников, но у Маргиты и Хаджитошича происходит спор из-за того, что Кейн случайно попался в одну из ловушек последнего, а также потому, что профессор проявлял симпатию к Теодоре. В итоге, Маргита перерезает профессору горло. Теодора пользуется моментом и наносит Маргите удар ножом, после чего освобождает Сэйла и они бегут в канализацию. Там их преследует Кейн, но Теодора сбрасывает его в яму, где его, предположительно, сжирает Клоака. Выбравшись на поверхность, Теодора и Сэйл сталкиваются с раненой Маргитой, но их спасает проходивший мимо бродяга, который погибает в битве с Маргитой и наносит ей смертельные раны. Перед смертью Маргита говорит, что Теодора беременна.
В финале Теодора рожает ребёнка, который, судя по всему, страдает Синдромом Т. Т. также, как и Клоака.

## В ролях
| Актёр             | Роль                       |
| ----------------- | -------------------------- |
| Соня Дамьянович   | Теодора                    |
| Никола Джуричко   | Сэйл                       |
| Бранко Видакович  | Кейн Караджич              |
| Любинка Кларич    | Тина                       |
| Небойша Глоговац  | Ваки                       |
| Душица Жегарац    | Маргита Караджич           |
| Феджа Стоянович   | профессор Драги Хаджитошич |
| Борис Комненич    | Джорджевич                 |
| Джемаил Максут    | Мерлин                     |
| Радмила Томович   | юная Маргита Караджич      |
| Ненад Гвозденович | Слэш                       |
| Люба Ципранич     | пьяница                    |
| Михаил Заверла    | парень-панк                |
| Сюзанна Ристич    | девушка-панк               |

## Критика
Фрэнк Лафон из Kinoeye дал фильму положительную оценку, сказав: «„Синдром Т. Т.“ был очень эффективным, ужасным и довольно кровавым фильмом, который стал одним из лучших сюрпризов 20-го Брюссельского международного фестиваля фантастических фильмов».
Джереми Кнокс из Film Threat также положительно оценил фильм, сказав: «Да, „Синдром Т. Т.“ громкий и отвратительный, а все персонажи невероятно тупые, но именно это делает жанр таким, какой он есть. Почти во всех значимых аспектах это похоже на правильный для своего времени фильм джалло».